# Первомайское сельское поселение (Томская область)
Первомайское се́льское поселе́ние — муниципальное образование в Первомайском районе Томской области Российской Федерации.
Административный центр — село Первомайское.

## История
Статус и границы сельского поселения установлены Законом Томской области от 10 сентября 2004 года № 204-ОЗ О наделении статусом муниципального района, сельского поселения и установлении границ муниципальных образований на территории Первомайского района.

## Население
| 2002  | 2010  | 2012  | 2013  | 2014  | 2015  | 2016  |
| ----- | ----- | ----- | ----- | ----- | ----- | ----- |
| 9173  | ↘8665 | ↘8511 | ↘8357 | ↘8251 | ↘8096 | ↘7934 |
| 2017  | 2018  | 2019  | 2020  | 2021  |       |       |
| ↘7848 | ↘7793 | ↘7733 | ↗7782 | ↗9097 |       |       |

## Состав сельского поселения
| №  | Населённый пункт              | Тип населённого пункта                     | Население |
| -- | ----------------------------- | ------------------------------------------ | --------- |
| 1  | Беляй                         | посёлок                                    | ↗1113     |
| 2  | Борисова Гора                 | посёлок                                    | ↗93       |
| 3  | Крутоложное                   | деревня                                    | ↗356      |
| 4  | Куендат (посёлок при станции) | посёлок при станции (официально — станция) | ↘51       |
| 5  | Ломовицк-2                    | деревня                                    | ↘251      |
| 6  | Майский                       | посёлок                                    | ↗118      |
| 7  | Новый                         | посёлок                                    | ↗546      |
| 8  | Первомайское                  | село, административный центр               | ↗6195     |
| 9  | Тиндерлинка                   | деревня                                    | ↗19       |
| 10 | Торбеево                      | деревня                                    | ↗355      |